# Taalstrijd
Taalstrijd is een politieke strijd over de talen die in een bepaalde situatie gebruikt moeten worden of de wijze waarop de taal gebruikt moet worden.
Het begrip taalstrijd wordt gebruikt voor:
- Het gebruik van verschillende talen in een meertalig land
- Het gebruik van verschillende talen in internationale organisaties
- Het gebruik van verschillende talen in wetenschap en onderwijs
- De gewenste spelling van het Nederlands

Een voorbeeld van een taalstrijd is de taalstrijd in België tussen het Nederlands en het Frans. Een ander voorbeeld is te vinden in Noorwegen, waar er vroeger een strijd heerste tussen de Noorse taalvarianten Nynorsk en Bokmål.

## Trivia
- De taalstrijd is de naam van een eertijds zeer populair radio-(taal-spel-strijd)-programma van de toenmalige radiozender BRTN 'Radio Eén'.
- In het album Smurfe koppen en koppige Smurfen van de stripreeks De Smurfen wordt er door Peyo kritiek gegeven op de Belgische taalkwestie door een gelijkaardige situatie te creëren in de Smurfentaal.
- Ook in Asterix en de Belgen van de stripreeks Asterix wordt er een allusie op Belgische taalstrijd gemaakt.
- De film Le Mur uit 1998 handelt over de taalsituatie in België.